# Halaphanolaimus pellucidus
Halaphanolaimus pellucidus is een rondwormensoort uit de familie van de Leptolaimidae. De wetenschappelijke naam van de soort is voor het eerst geldig gepubliceerd in 1914 door Southern.